# 玉来町
玉来町（たまらいまち）は、大分県直入郡にあった町。現在の竹田市の一部にあたる。

## 地理
大野川に沿って西南に長く伸びた村域であった。

## 歴史
- 1889年（明治22年）4月1日、町村制の施行により、直入郡玉来村、拝田原村、吉田村、岩本村が合併して村制施行し、玉来村が発足[1][2]。旧村名を継承した玉来、拝田原、吉田、岩本の4大字を編成[2]。
- 1906年（明治39年）6月30日、町制施行し玉来町となる[1][2]。
- 1945年（昭和20年）空襲により死者1名[2]。
- 1954年（昭和29年）3月31日、直入郡竹田町、嫗岳村、城原村、菅生村、豊岡村、入田村、松本村、宮砥村、宮城村と合併し、市制施行し竹田市を新設して廃止された[1][2]。

## 産業
- 農業[2]
- 昭和に入り大字吉田・岩本を中心に薬草サフランの栽培が始まる[2]。

## 交通

### 道路
- 1885年（明治18年）県道熊本大分線開通[2]
- 1893年（明治26年）竹田～野尻間の宮崎県道開通[2]。

### 鉄道
- 1925年（大正14年）国有鉄道犬飼線（現豊肥本線）開通し玉来駅開設[2]。